# 蘆荻
蘆荻又名芦竹（学名：Arundo donax），是多年生挺水高大宿根草本，形如芦苇。地下茎短缩、粗壮，多分枝，叶片广披针形，圆锥花序顶生，穗状呈扫帚状，9-12月为花果期。为主要水边观景植物。
分布于热带、亚热带，中国华东、华南和西南等地。被國際自然保護聯盟物種存續委員會的入侵物種專家小組（ISSG）列入世界百大外來入侵種。

## 外部連結
- 蘆竹, Luzhu （页面存档备份，存于） 藥用植物圖像數據庫 (香港浸會大學中醫藥學院) （繁體中文）（英文）